# Borthwick (hrad)
Borthwick je jeden z největších a nejlépe zachovaných středověkých hradů Skotska. Nachází se 19 km jihovýchodně od Edinburghu, na východ od vesnice Borthwick. Jmenuje se podle Williama Borthwicka, který ho nechal postavit roku 1430.

## Historie

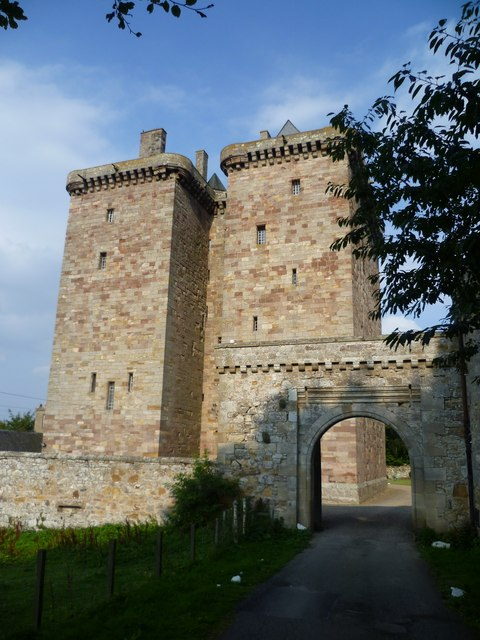
Vstupní brána

Hrad Borthwick byl postaven na místě starší stavby a stal se trvalým sídlem rodu Borthwicků. William Borthwick získal povolení postavit hrad v roce 1430 od krále Jakuba I., což bylo v té době ve Skotsku neobvyklé, protože tamní šlechtici obvykle nemuseli žádat o svolení stavět hrady a opevnění.
Hrad má podobu dvojité věže se zdmi až 4,3 metru tlustými a výškou 34 metrů. Půdorys je ve tvaru písmene U s průchodem mezi oběma částmi věže. Nádvoří je obklopeno zdmi s okrouhlými baštami v rozích.
Hrad několikrát navštívila skotská královna Marie Stuartovna. Jednou zde byla i se svým manželem Jamesem Hepburnem obléhána a podařilo se jí uniknout v převleku za páže, i když brzy poté byla zajata. Roku 1650 hrad napadlo vojsko Olivera Cromwella a byly poškozeny hradní zdi. V roce 1914 hrad prošel rekonstrukcí a během druhé světové války byl používán jako úkryt pro cenné předměty.
V roce 1973 rod Borthwicků hrad pronajal a místo bylo využíváno k luxusním pobytům. Po rekonstrukci v letech 2013 až 2015 byl hrad znovu otevřen a slouží ke konání kulturních a společenských akcí.